# Canal calédonien
Le canal calédonien est un canal du Royaume-Uni creusé au début du XIXe siècle pour relier Corpach près de Fort William sur le Loch Linnhe (côté mer d'Écosse) à Inverness sur le Beauly Firth (côté mer du Nord) en évitant le périlleux contournement du nord de l'Écosse.

## Histoire
Le canal calédonien, conçu par l'architecte et ingénieur civil Thomas Telford, a été percé entre 1804 et 1822.

## Géographie
Il est long de plus de 96 kilomètres et suit le Great Glen dans les Highlands. Son tracé traverse trois grands lacs, le loch Lochy, le loch Oich et le loch Ness, si bien que 35 kilomètres seulement sont constitués de canaux artificiels qui comportent 29 écluses.
Une course de bateaux à voiles-avirons, la Sail Caledonia, a lieu d'ouest en est sur le canal, du Ben Nevis, point culminant du Royaume-Uni, à la ville d'Inverness, sur la mer du Nord.

## Appellations
Le canal porte plusieurs noms en gaélique écossais, dont Amar-Uisge/Seòlaid a' Ghlinne Mhòir ("Voie navigable du Great Glen"), Sligh'-Uisge na h-Alba  ("Voie navigable d'Écosse") et une traduction littérale : (An) Canàl Cailleannach.
|                                                          |
| L'Escalier de Neptune, le plus long de Grande-Bretagne.. |

|                          |
| L'écluse de Dochgarroch. |

|                              |
| Les écluses à Fort Augustus. |

|                        |
| Gairlochy Bottom Lock. |

|                                   |
| Corpach, accès à la mer d'Écosse. |

|                              |
| A l'approche de Loch Linnhe. |

|                                              |
| Lord of the Glens quittant Corpach Sea Lock. |

|                                                              |
| British Rail Class 156 à Clachnaharry, sur le pont tournant. |